# Szalbek-kastély
A marospetresi Szalbek-kastély műemlék épület Romániában, Arad megyében. A romániai műemlékek jegyzékében az  AR-II-m-A-00642.01 sorszámon szerepel.